# Concílio de Siena

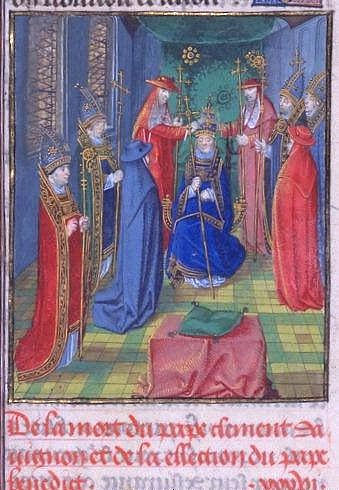
Antipapa Bento XIII, condenado em Siena.

O Concílio de Siena (1423 - 1424) foi um concílio da Igreja Católica realizado durante um período em que o movimento conciliar estava no auge em sua cruzada para reformar a hierarquia da Igreja. Se ele tivesse continuado, teria que ser qualificado como um concílio ecumênico. 
Na lista oficial de concílios ecumênicos, ele já não aparece mais, uma vez que o conciliarismo professado ali foi considerado posteriormente uma heresia.

## História
De acordo com os termos do Concílio de Constança sobre a realização periódica de concílios ecumênicos para discutir as políticas da Igreja, o Papa Martinho V convocou um concílio em Pávia. Ele mal foi inaugurado em 23 de abril de 1423, quando uma epidemia de peste irrompeu na cidade e o concílio foi rapidamente adiado e transferido para Siena.
Lá, os procedimentos do concílio seguiram o que fora estabelecido em Constança. Logo no começo, algumas formalidades sobre salvaguardas emitidas pela cidade para os membros do concílio foram a causa de de alguma fricção jurisdicional com os representantes do Papa. De toda forma, no dia 8 de novembro, quatro decretos foram publicados, todos eles direcionados contra alvos fáceis: 
- Contra os seguidores de reformadores considerados heréticos:
  - Hussitas, seguidores de Jan Hus, recentemente queimado na fogueira no concílio de Constança (independente da salvaguarda).
  - Seguidores de John Wycliffe, que alegavam que a autoridade maior era a Bíblia.
- Condenando o cismático Antipapa Bento XIII e seus seguidores.

- Um decreto adiando a negociação com os gregos e outras igrejas ortodoxas (negociações que acabaram chegando num acordo nas longas sessões do Concílio de Florença, entre 1438 e 1445).
- Um decreto clamando por maior vigilância contra a heresia, o alvo mais fácil de todos.

Propostas para uma reforma institucional genuína dentro da Igreja Católica não tiveram nenhum sucesso. As propostas francesas pedindo mais poder local (as "propostas gálicas", de maneira geral) provocaram resistência dos que eram leais à Cúria papal. Nada se avançou neste campo em Siena.
Em 19 de fevereiro de 1424, Basileia foi selecionada como o local para o próximo concílio e o concílio de Siena foi dissolvido no dia seguinte (o decreto tendo sido publicado em 7 de março). Os membros franceses teriam preferido continuar o concílio até que a reforma da Igreja fosse acordada, tanto "in capite et in membris" ("na cabeça e nos membros"), mas seja para evitar um novo cisma ou por medo do Papa (uma vez que Siena está localizada no sul da Toscana, perto dos Estados Papais), eles partiram. Porém, é importante notar que a cidade escolhida para o próximo concílio estava fora da autoridade temporal militar do Papa.
Já os magistrados da cidade de Siena tomaram o cuidado de não deixar ninguém partir antes que os débitos todos fossem pagos.